# الخديرة (المحفد)

تعديل مصدري - تعديل

الخديرة هي إحدى قرى عزلة المحفد بمديرية المحفد التابعة لمحافظة أبين، بلغ تعداد سكانها 155 نسمة حسب تعداد اليمن لعام 2004.